# Jan Grek (lekarz)
Jan Grek (ur. 10 stycznia 1875, zm. z 3/4 lipca 1941 we Lwowie) – polski lekarz internista, specjalista w zakresie histologii, patologii i terapii chorób wewnętrznych.

## Życiorys
Ukończył studia na Wydziale Lekarskim Uniwersytetu Lwowskiego, w 1901 uzyskał tytuł doktora wszech nauk lekarskich. Od 1901 był asystentem w Zakładzie Histologii, od 1912 Zakładu Farmakologii i Farmakognozji. W trakcie I wojny światowej powołany do armii austriackiej. Po odzyskaniu przez Polskę niepodległości przyjęty do Wojska Polskiego. Od 1918 do 1921 w stopniu podpułkownika kierował szpitalem epidemicznym. Po wojnie został zweryfikowany w stopniu pułkownika rezerwy lekarza ze starszeństwem z 1 czerwca 1919. W 1923, 1924 był oficerem rezerwowym 6 batalionu sanitarnego we Lwowie. W 1934 jako pułkownik rezerwy był przydzielony do Kadry Zapasowej 6 Szpitala Okręgowego w grupie oficerów pospolitego ruszenia, grupie lekarzy i pozostawał wówczas w ewidencji Powiatowej Komendy Uzupełnień Lwów Miasto.
W 1921 otrzymał habilitację, a w 1923 został profesorem na Wydziale Lekarskim Uniwersytetu Jana Kazimierza we Lwowie. Był profesorem w Klinice Chorób Wewnętrznych UJK. W 1926 został kierownikiem Kliniki Propedeutycznej, w 1938 szefem II Kliniki Terapeutycznej UJK. Był prezesem Lwowskiego Towarzystwa Lekarskiego (1926), później sekretarzem LTL (1927-1939).
Po agresji ZSRR na Polskę, w okresie pierwszej sowieckiej okupacji Lwowa nadal prowadził działalność naukową. W sierpniu 1940 był gościem Wszechzwiązkowego Komitetu ds. Nauki ZSRR w Moskwie. Członek rady miejskiej sowieckiego Lwowa.
W życiu prywatnym był młodszym bratem adwokata i działacza politycznego Michała Greka oraz szwagrem Tadeusza Boya-Żeleńskiego. Jego żoną została Maria z domu Pareńska (wdowa po lekarzu pediatrze prof. Janie Raczyńskim). Wszyscy troje zginęli w grupie profesorów lwowskich, zamordowani przez Einsatzkommando zur besonderen Verwendung pod dowództwem Brigadeführera dr Karla Eberharda Schöngartha w nocy z 3 na 4 lipca 1941.
Profesor Grek słynął ze swojego umiłowania do kolekcjonowania dzieł sztuki. To bezpośrednio przyczyniło się prawdopodobnie do tego, że wraz z nim zostali aresztowani wszyscy domownicy. Pozwoliło to Niemcom na dokonanie całkowitego rabunku zgromadzonych przez profesora cennych eksponatów. Akcją grabieży miał kierować holenderski aferzysta Pieter Menten, któremu też jako obeznanemu w okresie międzywojennym z prywatnymi kolekcjami we Lwowie przypisuje się sprawstwo na tle rabunkowym pośpiesznego nocnego mordu profesorów.